# Pachytomellina
Pachytomellina is een geslacht van kevers uit de familie bladkevers (Chrysomelidae).
De wetenschappelijke naam van het geslacht werd in 1949 gepubliceerd door Hincks.

## Soorten
- Pachytomellina bimaculata Laboissiere, 1924
- Pachytomellina cincta Laboissiere, 1940
- Pachytomellina elisabethae (Laboissiere, 1922)
- Pachytomellina ruficeps (Weise, 1906)